# Historia precolombina de Honduras

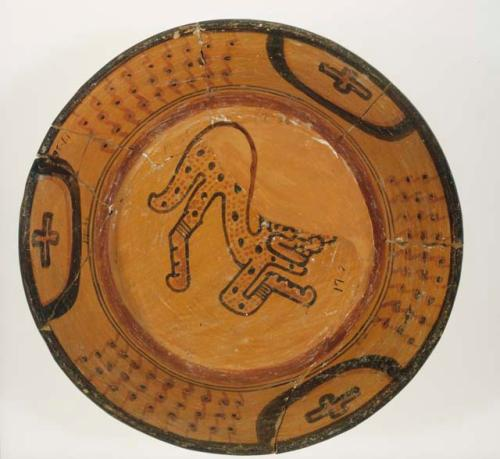
Plato con jaguar encontrado en la Region del Ulua.

La Historia Precolombina de Honduras, o antes de la llegada de los españoles a la placa continental –que hoy es América- en la cual ya habían  organizados especies de naciones o tribus de descendientes del Homo sapiens, que cruzaron el océano –Estrecho de Bering- hace algunos aproximados 20,000 años, cuando todo el antiguo mundo estaba completamente poblado de estos Homo sapiens. Las migraciones hacia América ya han alcanzado, sin duda el istmo que hoy ocupa la América Central Resultado de investigaciones de datación han arrojado datos aproximados de vestigios de existencia de flora como de fauna prehistóricas de más de 30,000 años, mas no así, de existencia humana, sino a partir de unos 20 a 19,000 años.

## Humanos
Según las investigaciones realizadas en las dataciones de vestigios encontrados en el territorio hondureño, se puede calcular la existencia de humanos en lo que es la república de Honduras, de la siguiente forma: 

### Paleoindios
| años        | Descripción |
| 9,000 a. C. | Los primeros paleoindios se desplazaron hacia las costas del océano Pacífico y de los ríos principalmente de ese sector, esas tierras de la zona de Tutule (los valles orientales) fueron ocupadas después de aquellas situadas en las costas del pacífico. Esto conlleva a una hipótesis sostenible, hay más cuevas en el área oriental que fueron ocupadas por los primeros pobladores, cazadores y recolectores, su sociedad está por investigación aún; la estructura social no estaba organizada de manera simple, caso contrario fue diverso y complicado. |

### Periodo Arcaico

Mapa de las primeras migraciones humanas en función de la salida de la teoría de África.
Homo sapiens
Neandertales
Primeros homínidos

| años                      | Descripción |
| 8,000 a. C.               | Sitio arqueológico más viejo de Honduras el cual fue descubierto por George Hasemann. La cueva del gigante, según los arqueólogos, "Los primeros habitantes de lo que es hoy Honduras, y probablemente de Centro América, vivieron hacia 9,480 años antes de Cristo en 'la gruta de el Gigante.'" Los investigadores que trabajaron en esta cueva "encontraron en la gruta restos milenarios de fibras de textiles, cuerdas y cestería, una concha de caracol, implementos de hueso, trozos de artefactos de piedra trabajadas, puntas de proyectiles usados para la cacería, y de alimentos como mazorcas de maíz, frutas y vegetales, así como pintura rupestre." Marcala, La Paz. (Prueba de Datación de radiocarbono calibrada en toba volcánica y sedimentos de ceniza encontrado, fue entre ±8480 y 9240 años a. C.) |
| 8,000 a. C.               | Datación estimada de las evidencias encontradas en la zona sur de Honduras de pueblos nómadas cazadores y recolectores. |
| 4,000 a. C.               | Los portadores de la Lengua Chibcha llegan a Centroamérica. |
| 4,000 a. C. - 3,000 a. C. | Una serie de sitios entre las altitudes de 5,000 a 6,500 pies, en las cercanías de La Esperanza, Intibucá, donde se encontraron las que ahora son evidencias de la presencia de humanos en la época pre cerámica. |
| 2,500 – 2,000 a. C.       | Zona sur de Honduras, comienza la domesticación de plantas, conocimiento de propiedades comestibles, medicinales, etc. |

### Período Formativo
Descubrimiento de la existencia del humano en lo que hoy es Honduras, alrededor de 2,000 años a. C. en zonas como zona central (Valle de Comayagua), zona noroccidental (Lago de Yojoa y Valle de Sula)
| años                      | Descripción |
| 2,000 a. C.               | Asentamiento humano que muestra una ocupación continúa de al menos 3000 años. Los científicos que han estudiado este sitio lo consideran un asentamiento No Maya. parque natural Eco-arqueológico Los Naranjos. Piedra de Sacrificio descubierta en 1934 por Doris Stone, además de eso se realizó una excavación que se le denominó el "Foso de Saqueo" en el año de 1967. |
| 2,000 a. C.               | De las poblaciones Chibchas establecidas en lo que hoy es Costa Rica, unos emigran hacia el Norte, hasta establecerse en lo que hoy es Honduras. |
| 2,000 a. C.               | Posible llegada de Mayangna a Honduras y Nicaragua |
| 2,000 a. C. - 1,000 a. C. | Posible llegada de Pech al territorio que hoy es Honduras si |

### Periodo Preclásico 1500 a. C – 300d.C.
| años        | Descripción |

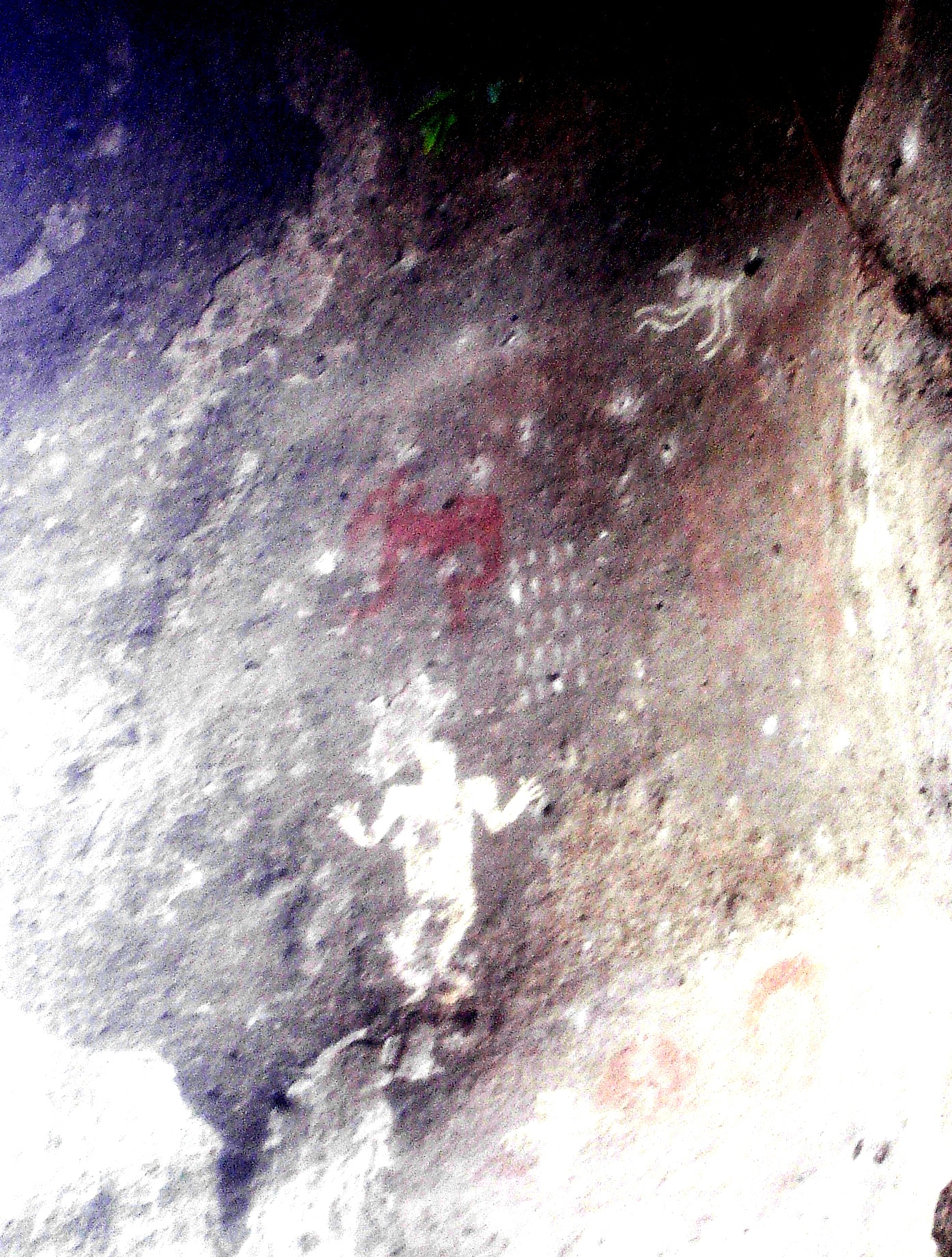
Pinturas rupestres en Santa elena

| 1,000 a. C. | Aparición de pueblos agrícolas sedentarios, en el norte de Honduras. En 1983, Jerrel Sorensen, Kenneth Hirth y Geoge Haseman, realizaron un reconocimiento geológico de un área de 6.00 km², con el propósito de localizar y describir los depósitos de obsidiana que originalmente habían sido reportados por Lunardi en 1948. "La obsidiana fue un importante recurso, empleado por los grupos precolombinos para la hechura de artefactos cortantes. Recientes estudios indican que artefactos de obsidiana procedentes de las fuentes del centro de Méjico y las altas tierras de Guatemala, fueron objetos apreciados de mercado a lo largo y ancho de Mesoamérica en una fecha tan temprana como el año 1,000 a. C. Las exploraciones arqueológicas han puesto de manifiesto, que la obsidiana fue un objeto de amplio comercio en todo Honduras, por lo menos a partir del 700 al 900 a. C. |

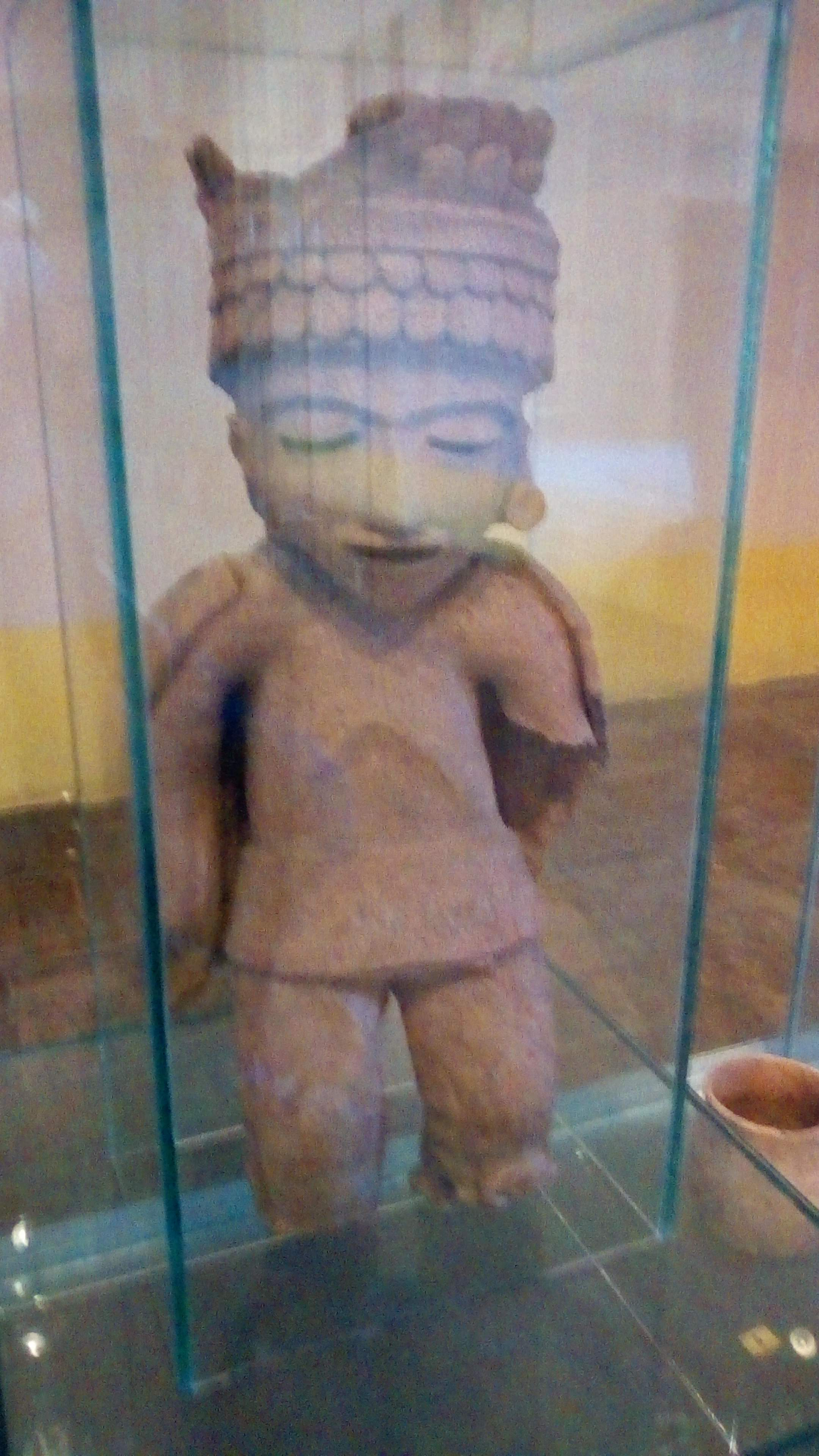
Cerámica Lenca que representa un cacique pieza posiblemente del pre-clásico tardío

### Formativo Medio 850 – 650/500 a.C.

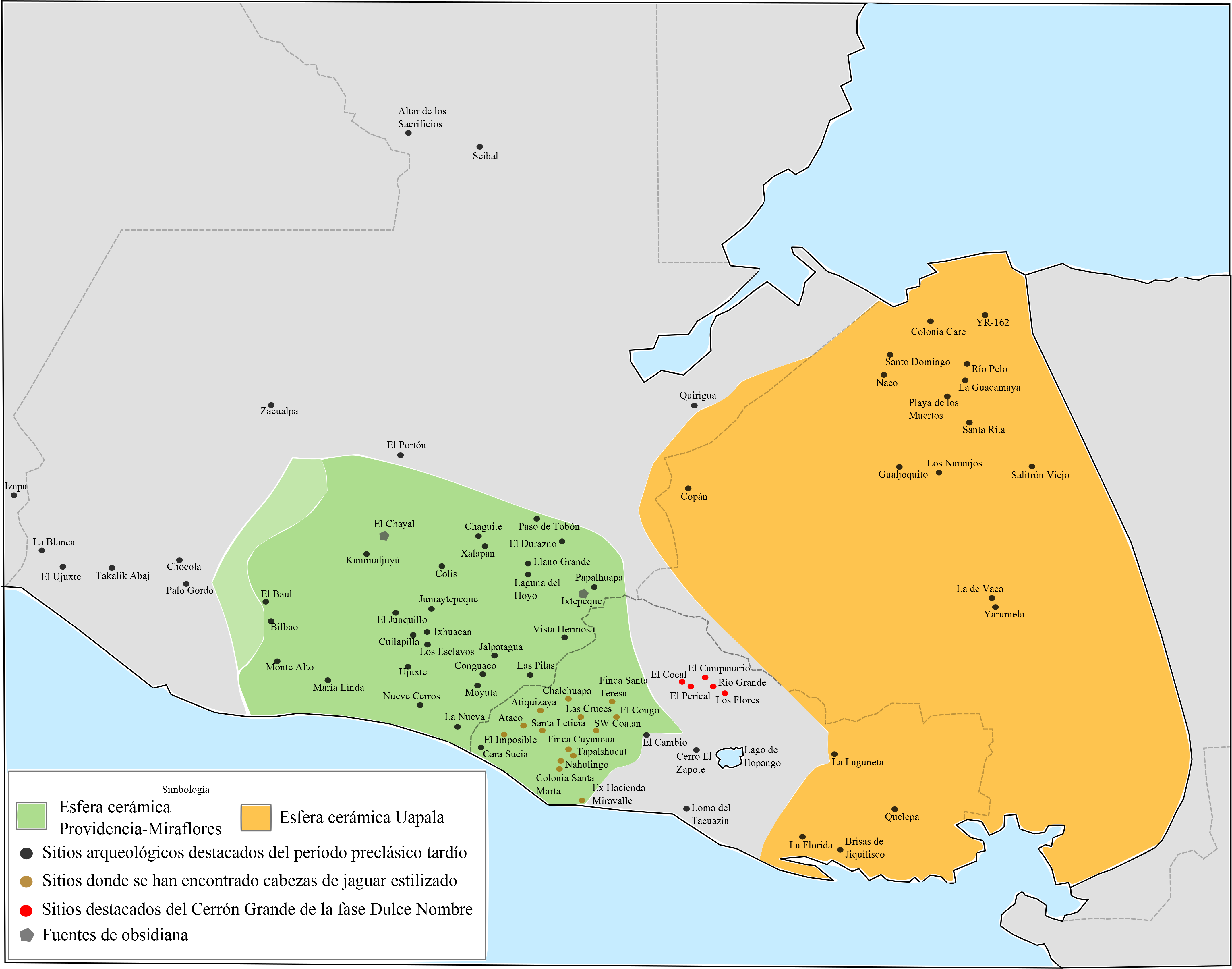
Esferas cerámicas del período preclásico tardío, en anaranjado la esfera Uapala, que cubría gran parte del centro y occidente hondureño, que tiene su centro en Quelepa y La Laguneta en El Salvador, y Yarumela, Copán, y Río Pelo en Honduras.

| años                   | Descripción |
| 1,000 a. C.– 800 a. C. | Las Cuevas de Talgua, Olancho. Aproximados al periodo Preclásico medio (1000-900 antes de cristo). Ofrece muchas pistas valiosas sobre cómo los habitantes de éstas cuevas pudieron haber formado un importante vínculo entre la Mesoamérica precolombina. |
| 850 - 100 a. C.        | Fundación de Copán sociedad que duró por lo menos alrededor de 400 años. Los Mayas construyeron la acropolis de Copán, hoy en ruinas, y es una de las mayores y principales atracciones en Honduras. Se cree también que cuando la ciudad de Copán estaba en su mejor apogeo llegó a albergar a unas 20,000 personas. Mayas vivían sin excepción en impresionantes centros urbanos, que al ser abandonados en las tierras bajas al final del período Clásico, 800-1000 d. C., desapareció una sociedad por entero y no solo uno de sus segmentos. Los Mayas dejarón una infinidad de muestras de su existencia en el occidente de Honduras, entre ellos están: El Juego de Pelotas (Court Ball), La Gran Plaza, La Escalinata Jeroglífica, La Acrópolis, Los Túneles, El Túnel de los Jaguares, El sitio Arqueológico Las Sepulturas, Los Sapos, Las Estelas: Estela A, Estela B, Estela C, Estela D, Estela E, Estela F, Estela H. Zona arqueológica El Puente de La Jigua, El Rastrojón. |
| 500 a. C.              | Comienza el surgimiento de pequeñas sociedades en el norte de Honduras, en el centro empieza la agricultura. |
| 200 - 100 a. C.        | La zona cercana a la represa El Cajón se encuentra habitada por culturas mayas. |

-
| años      | Descripción                                                                             |
| 250 d. C. | Comienzan las guerras entre los migrantes por hacerse de tierras en el sur de Honduras. |

### Periodo Clásico
Este periodo abarca desde el año 300 al 900 d. C. la gran cantidad de restos arqueológicos encontrados en Honduras, están dentro de este periodo y se caracterizan por una cerámica policromada que aparece en las distintas zonas del país. Incluyendo a Copán, ya que dentro de este periodo se encuentra su mayor auge cultural y expansión demográfica.
| años            | Descripción                                                                                          |
| 400 - 500 d. C. | Fundación de El Puente situado en el Valle de La Venta y Florida, por la sociedad maya en expansión. |

### Periodo Clásico tardío 500 – 1,000 d.C.

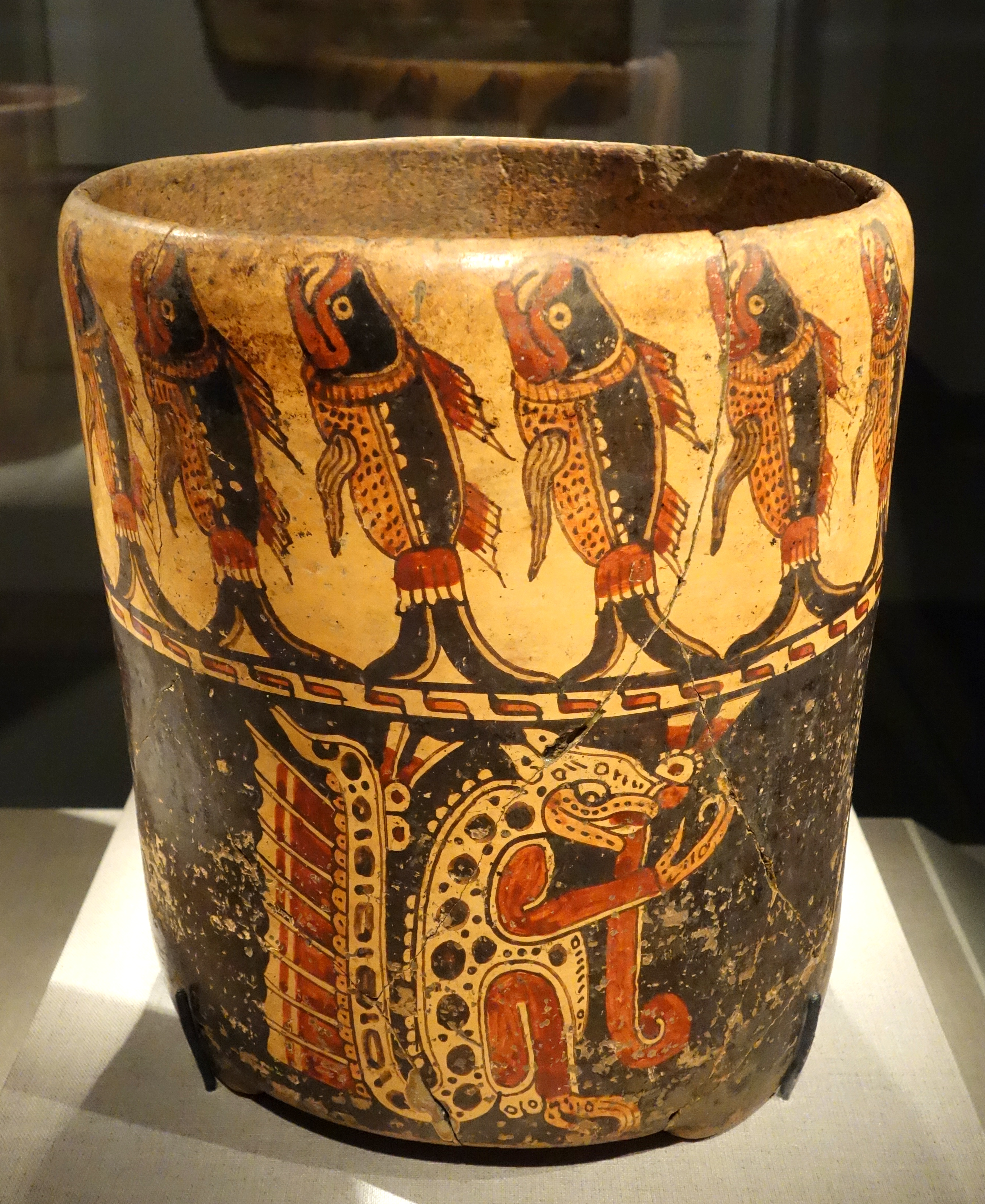
Vasija encontrada en el Valle de Úlua, su datación está comprendida entre los 600-900 d. C.

| años              | Descripción |
| 500 d. C.         | Surge la Dinastía Yax Kuk Mo´ en Copán. |
| 500 - 1,000 d. C. | Fundación del asentamiento cernaco al Ulúa. Mozonte declaran su pertenencia cultural al pueblo Chorotega, pero no se ha podido contar con mayores evidencias, salvo algunos restos cerámicos del tipo Ulúa, que es un pueblo emparentado con pobladores del Lago Yohoa en el actual territorio de Honduras. |
| 700 d. C.         | La primera migración mexicana –Chiapaneca- llega a Centroamérica. |
| 822 d. C.         | Caída de la Dinastía Yax Kuk Mo en Copán. En el centro de Honduras se desarrollan organizaciones comunales sociales, políticas y demográficas ordenadas. En el sur empiezan a florecer centros organizados.                                                                                                 |
| 850 d. C.         | Los hablantes de la lengua –Matafalpa- se separan en dos grupos: Matagalpa y Cacaopera. |

### Periodo Postclásico
Periodo encontrado entre los años 900 a 1,500 d. C. en él se hace notar la decadencia cultural y demográfica en general y aparecimiento de influencias externas.
| años                | Descripción |
| 1,000 d. C.         | Colapso general de las tierras Mayas del sur (Guatemala) migración de nuevo hacia el occidente de Honduras, mientras en el centro de Honduras decaen los centros regionales. |

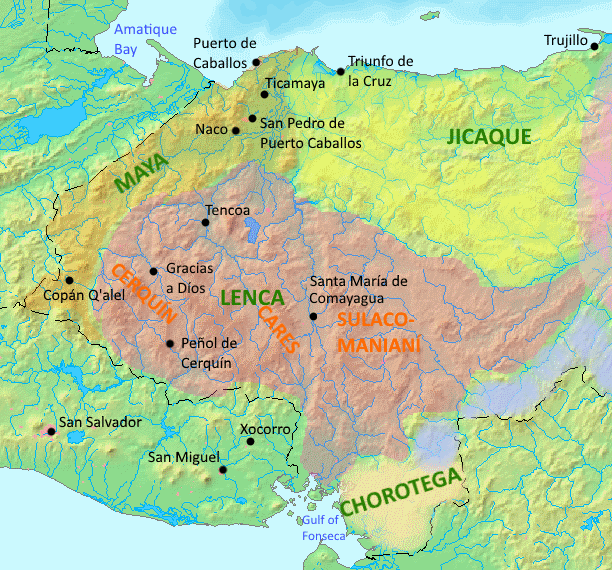
Localización territorial de población en el.

| 500 - 1,000 d. C.   | Los Chorotegas se asientan en Costa Rica, Nicaragua, Honduras. Ciudad Blanca tal vez fundada por la etnia local Pech, que radica ancestralmente en la región. De acuerdo a los primeros datos sobre el hallazgo dado a conocer el miércoles, se trata de una civilización que existió entre el 1000 y el 1200 d. C. |
| 1,200 d. C.         | Con la caída de Chichen Itza (México) surgen nuevos órdenes sociales, que provoca una intrusión (México y Guatemala) en el norte y noroccidente de Honduras con migraciones, en el sur de Honduras crece la población y se intensifica la agricultura.                                                              |
| 1,300 - 1,400 d. C. | Grupos Nahuas se establecen en el noreste y noroeste de Honduras. |
| 1,300 - 1,500 d. C. | Establecimiento de Tolupanes en el territorio de Honduras. |
| 1,300 - 1,400 d. C. | Los mayas fundan, una zona residencial que hoy es El Rastrojón |
| 1,400 d. C.         | Se asentuan los Xicaques que hasta la actualidad, han ocupado sus tierras originales en los departamentos de Olancho, Yoro y Atlántida. Hoy en día tienen una "reserva" en la Montaña de la Flor en Francisco Morazán.                                                                                              |
| 1,400 - 1,500 d. C. | Aparecimiento de zonas pobladas por Lencas, ubicados desde centro de Honduras y El Salvador. |
| 1,450 d. C.         | Se produce la separación de las lenguas Suma y Misquita. |

### Periodo de conquista y colonización

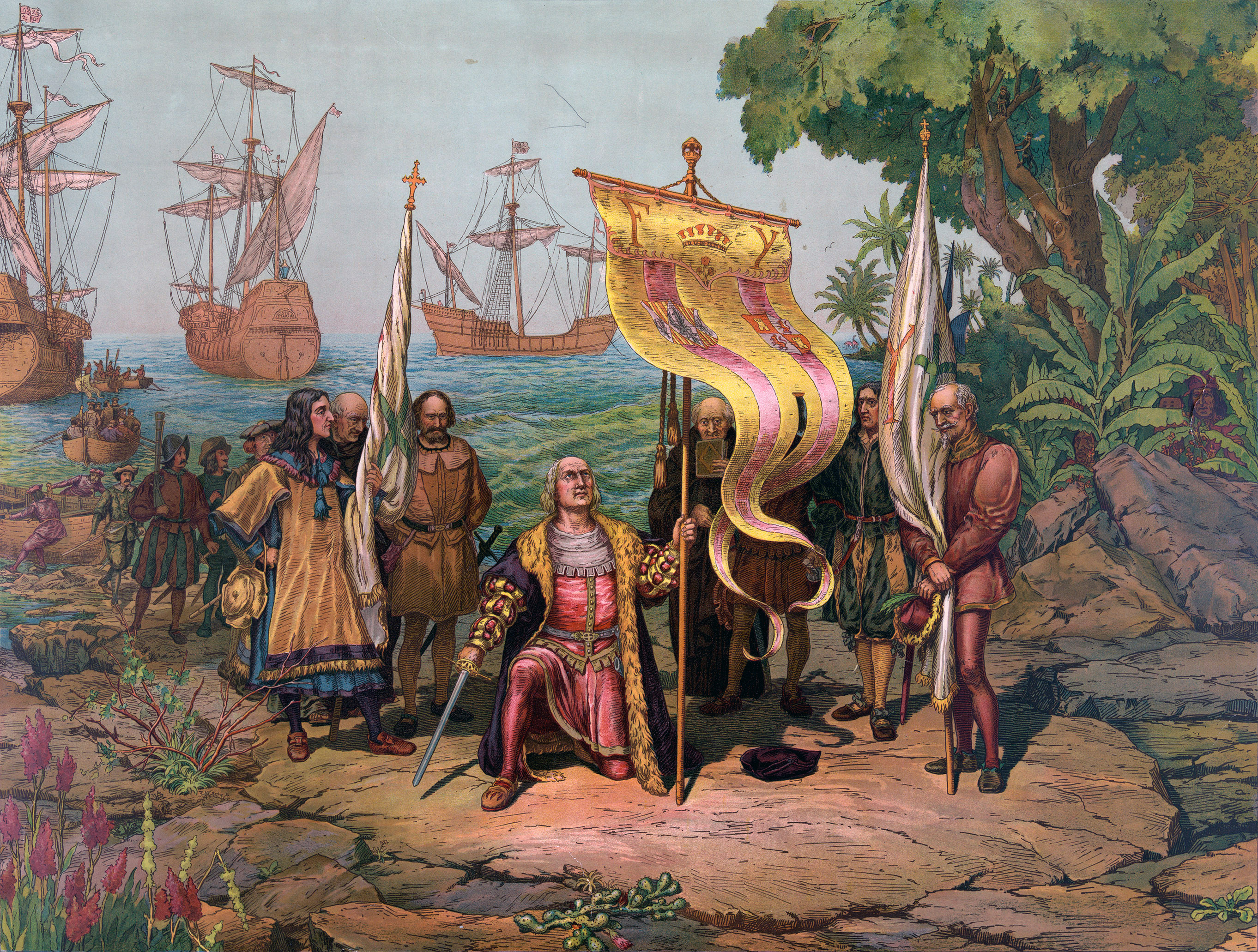
Representación de Cristóbal Colón a su arribo al continente Americano

Mapa de las diferentes entidades territoriales que existían en Honduras y resto de Centroamérica en el siglo xvi antes de la llegada de los españoles.

| años         | Descripción |
| 1,492 d. C.  | Descubrimiento oficial de América por el almirante génoves Cristóbal Colón. |
| 1,502        | El 14 de agosto desembarco Cristóbal Colón en la costa norte de Honduras. En época precolombina el territorio era denominado como: "Guaymuras" e "Hibueras".                                                                                         |
| 1,550        | Aparecen grandes centros en tierras altas occidentales (Naco) y en el sur de Honduras incremento de la complejidad política. |
| 1,550 -1,600 | Los Misquitos se asentuan en el oriente de Honduras y nororiente de Nicaragua. |
| 1550 - 1600  | Los Chortis se asentuan en centro y suroccidente de Honduras y El Salvador. |
| 1604         | (siglo XVII) Primer contacto Tawahka con españoles, los Tawahkas se alojaban en la riberas del río Coco Guayambre, Guayape-Tinto y Wampú centrada en el curso medio del río Patuca, su territorio aproximado era de alrededor de 9,300 km cuadrados. |

### Usos
| Tipo       | Descripción |
| Vestimenta | Corteza de árboles y algodón silvestre y en sus tintes su utilizaron vegetales como el añil (Indigofera) y el brasil (Caesalpinia y Peltophorum). |
| Alimento   | El trinomio compuesto por el Maíz (cereal), frijol y calabaza yuca o mandioca (tubérculo). frutos y semillas, palma de pejivalle y arruruz, chile, cacao, achiote, recogían la miel de abejas. Uno de los principales aliamentos fue/es la montuca -una forma de tamal preparada a base de maíz-                                                                 |
| Bebida     | Las bebidas como la chicha de maíz, nancite, coyol, y el dulce de cacao. |
| Artesanía  | Resina y muebles de pino (Pinus oocarpa). Cestería con base en la fibra del tule (Cyperus canus) y de pita (Agave americana). Hilados rústicos de fibras de henequén (Agave fourcroydes). Y, petates con fibras de palma (Thrinax Morrisii), barro, tuza (fibra de maíz), madera, cuero, obsidiana –alguna importada desde Ixtepeque y El Chayal en Guatemala.). |

## Fauna
Algunos fósiles de especies antiguas de animales, encontrados en el siglo XVIII y XIX en el territorio de Honduras, lo hicieron funcionarios de la Corona española los cuales se quedaban en sus colecciones privadas, algunos de ellos anotados como: restos de animales antediluvianos, la investigadora Leydi, J. propuso en 1869, que algunos de los restos de mastodontes encontrados en Honduras, no fuesen auténticos; duda que fue aclarada por los científicos Justo Egozcue y Cía en 1871. En el departamento de Lempira es donde más restos fósiles se han encontrado, y de los cuales han hecho investigaciones entre los años de 1930 a 1940 que concuerdan con el Hemphillian O Temprano, en las cercanías de la ciudad de Gracias, se encontraron más restos de animales procedentes de Norte y Sudamérica, como el mastodonte americano (mamuts), además de Oso perezoso (Edentados), armadillos (Glyptodonts), perros quiebra huesos y capibara (ratón gigante), según el paleontólogo Walter Murcia.
| Tipo                       | Descripción |
| Amplicyon                  | S.p, Era un carnívoro y fue el último de su línea evolutiva, hasta el lobo de nuestros días. |
| Cervid                     | Indeterminado. |
| Merychippus                | S.p, Los caballos fueron traídos por los españoles a América, aunque se han encontrado evidencia de restos de cuatro de los cinco géneros, son caballos de tres dedos de las capas pliocenas tardías de la formación de lo que hoy es el territorio de Gracias, departamento de Lempira en Honduras. Equus, común a través del pleistoceno y representado por los últimos verdaderos caballos salvajes americanos. El Eqqus hondureño en este caso no ha sido catalogado, aunque se encuentre entre los mismos de su especie de Merychippus (Mioceno) de menos de 25 millones de años. |
| Neohipparion montezuma     | Categorizado |
| Osteoborus Cynoides        | Especie de hiena grande que se originó en Norteamérica. Como sugiere el nombre (ostehueso, borosquebrar). |
| Pliohippus hondurensis     | Catalogado como nueva especie en 1941. |
| Procamelus                 | S,p. |
| Protohippus                | S.p. |
| Rhynchotheriun hondurensis | Categorizado El único Teleocerus (rinoceronte) fue registrado por Blick (1929) y más tarde por McGrew (1941), un género de rinoceronte muy común en Norteamérica durante la época del Plioceno. |
| Teleocerine rhinoceros     | Categorizado |

En Tapasuna, cercano a Gracias departamento de Lempira, fueron encontrados dos restos de mamuts pertenecientes al género rhynchotherium, que fueron estudiados a fondo en 1929; son especies de mastodonte de tamaño pequeño a mediano, identificados por su mandíbula angulada (el área de sínfosis). Estos mastodontes (Bucktherium blicki y Agbelodon hondurenits) retuvieron dos colmillos maxilares y dos mandibulares y se presume que los 4 colmillos juntos se utilizaron corno tijeras, para cortar por la raíz vegetación de tierra húmeda o vegetación de pantano. 
En 2013 trabajadores de un talud adyacente al edificio del Palacio de Justicia encontraron un colmillo de mastodonte, de unos 60 cm de largo, especialistas del Instituto Hondureño de Antropología e Historia (IHAH), calcularon que tal especie podría datar entre 10,000 y 15,000 años a. C.

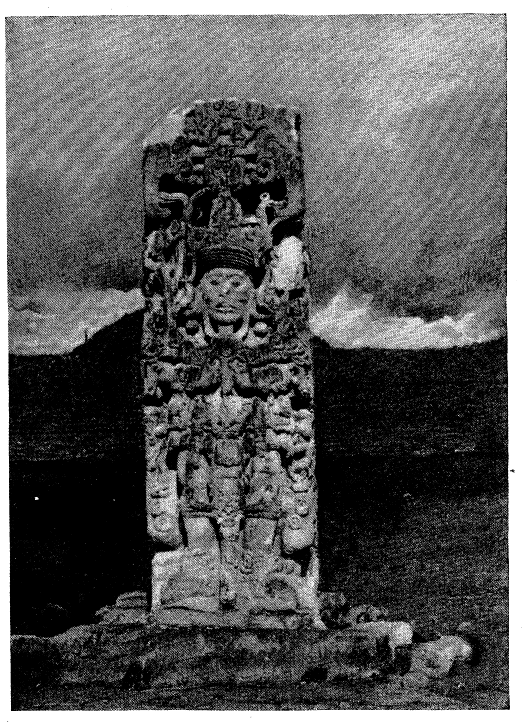
Estela B maya de Copán

En la Estela B del sitio arqueológico de Copán, se encuentran representados dos paquidermos, que serían dos mastodontes domesticados, debido a la no presencia de elefantes en América Central, los científicos aluden hipótesis de que fueron especies sobrevivientes ( del Pleistoceno.

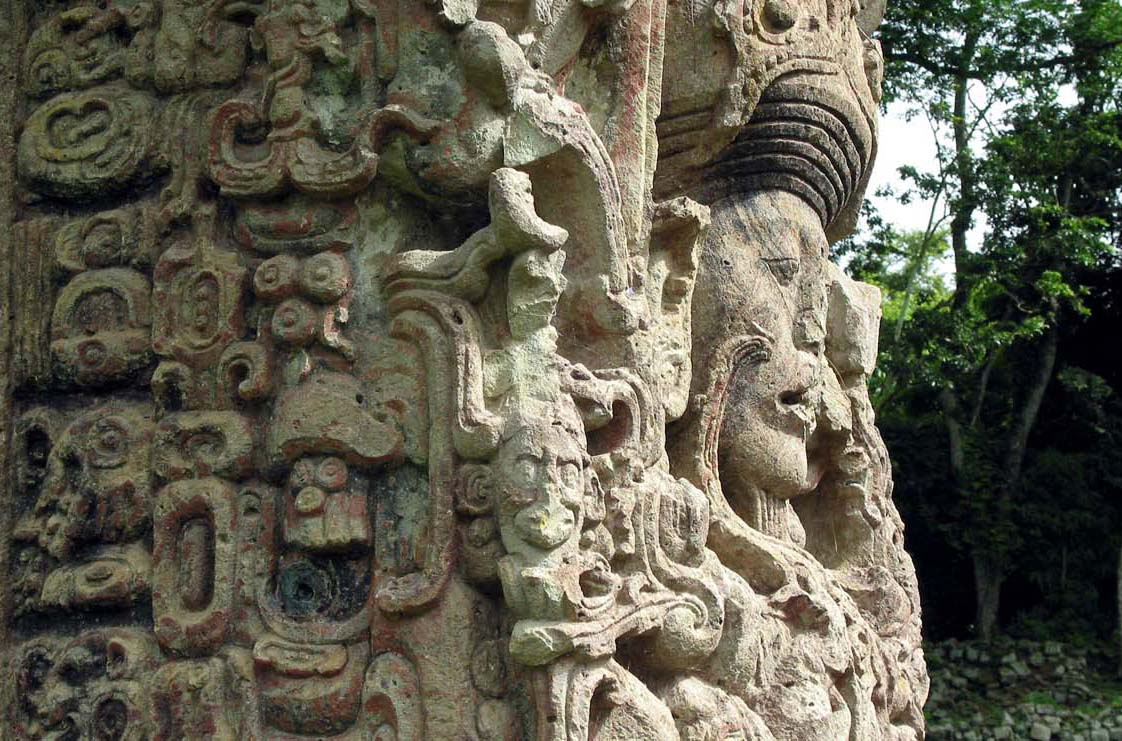
Detalle de la Estela B maya de Copán

Restos del toxodonte, especie de animal similar a los hipopótamos, de acuerdo a otras similares encontrados en el norte de Guatemala y en Honduras.
Dos especies camelidae que son: el Procamelus del Plioceno (hace 6 millones de años) encontrado en el territorio de Lempira y el Paleo Llama del Pleistoceno (2 millones a 20,000/1 5,000 años)
Restos de Megatilherdidae que son especies de osos perezosos herbívoros arbóreas, que en Honduras se conocen como "Perico Ligero", de finales de la época del Pleistoceno (2 millones a 5,000 años), de los que se conocen tres familias principales: Megalonyclidae y Megatherdidae.
Los glyptodonts, los cholamttheres, y los armadillos, estos últimos son los únicos representantes de estos organismos en el presente,) a evidencia fósil demuestra giyptodontes (Giyptotherin) Floridanum, identificados por el Dr. Dave Gillet y posiblemente chamytheres que existieron en Honduras durante el pleistoceno. Gliptodontes representaron tortugas gigantescas en su apariencia,
Restos de Rodentia lo representa en Honduras una mandíbula descubierta en el Río Humuya por un equipo de paleontólogos dirigidos por el Dr. S. David Webb, entre 1937 a 1938 en Lempira para el museo de Walker. El espécimen del río Humuya del Dr. Webb identificado como un roedor grande de Sudamérica, conocido como capybara.
Canidae, estos cánidos Pliocenos encontrados en Honduras, son osteoburus (cynoides y amphicyon sp).
Un felino fósil encontrado en Yaroconte, departamento de Copán está registrado como Felis Concolor, datado del pleistoceno.

## Flora
De la vegetación encontrada en el territorio de Honduras, de las épocas prehistóricas están registrados los siguientes:
| Tipo                         | Descripción      |
| Familia: Celastraceae Género | GVmínda s.p.     |
| Familia: Sapindaceae Género  | Scinmidelia s.p. |
| Legume: Género               | indeterminado    |
| Palmas: Género               | indeterminado    |

Entre lo que es hoy Copán, Santa Bárbara, Comayagua, Yoro, Olancho, fueron encontrados gasterópodos y rudistos vivaldes.

## Encargado
El Instituto Hondureño de Antropología e Historia IHAH fue fundado en 1952. La primera etapa de su gestión se caracterizó por una casi exclusiva dedicación a la investigación arqueológica —dígase, Copán—. Los trámites encaminados a declarar la ciudad maya de Copán Patrimonio de la Humanidad culminaron en 1980 y, posteriormente, en 1982, fue también declarada Monumento Nacional.

## Legislación
La Constitución de la República de Honduras —Decreto N.º 131 de 11 de enero de 1982— establece en los artículos 172-176 los fundamentos doctrinarios de los que se desprende la legislación específica. La necesidad de fomento y protección del patrimonio cultural queda enunciada en el artículo 172: “Toda riqueza antropológica, arqueológica, histórica y artística de Honduras forma parte del patrimonio cultural de la Nación”.
La primera Ley para la Protección del Patrimonio Cultural de la Nación fue emitida en 1984 y reformada más tarde dando lugar al Decreto 220-97, 1998. De acuerdo con este decreto forman parte del patrimonio cultural material de la nación hondureña lo descrito en su Artículo 2, incisos 1-8, a saber: los monumentos de interés antropológico-histórico, los bienes muebles de interés antropológico e histórico, los conjuntos y agrupación de bienes inmuebles y su entorno natural que formen patrones de asentamientos humanos, los sitios arqueológicos.
- Constitución de la República de Honduras: Artículos 172 y 173
- Ley para la Protección del Patrimonio Cultural de la Nación: Decreto 220-97
- Ley General del Ambiente y su Reglamento General: Decreto N.º 104-93, Título IV, Capítulo III
- Ley de Municipalidades y su Reglamento: Decreto N.º 134-90, Artículos 13 y 14
- Ley de Ordenamiento Territorial: Decreto N.º 180-2003, Título Segundo, Capítulo II, Artículo 22, Numeral 2); Capítulo 3, Artículo 27, Numeral 2, inciso h) y Numeral 3, inciso d); Título Cuarto, Capítulo I, Artículos 40, 44, 47; Capítulo III, Artículo 5.1
- Ley de la Propiedad: Decreto N.º 82-2004, Título V, Capítulo II, Artículo 74 y Capítulo III, Artículos 93 y 101
- La Fiscalía de Etnias y Patrimonio Cultural